# Gegeneophis madhavai
Gegeneophis madhavai är en groddjursart som beskrevs av Gopalakrishna Bhatta och Srinivasa 2004. Gegeneophis madhavai ingår i släktet Gegeneophis och familjen Caeciliidae. IUCN kategoriserar arten globalt som otillräckligt studerad. Inga underarter finns listade i Catalogue of Life.